# Таблички з Піци

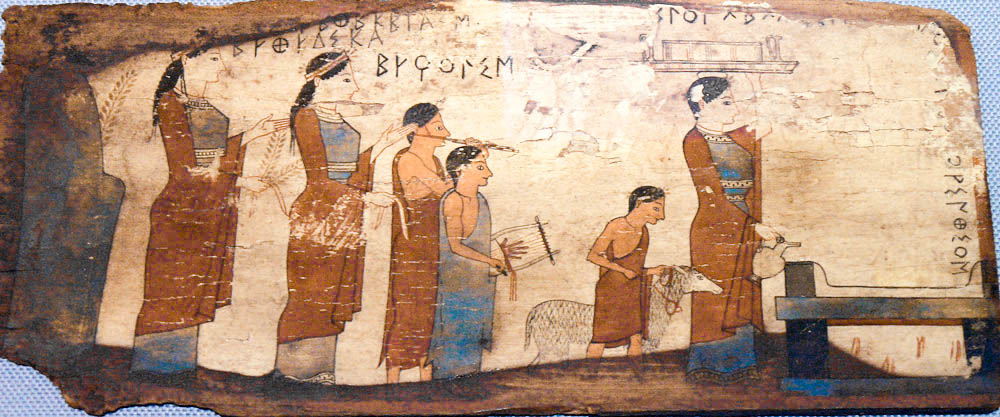
Вотивний живопис. VI століття до н. е. Національний археологічний музей Афін

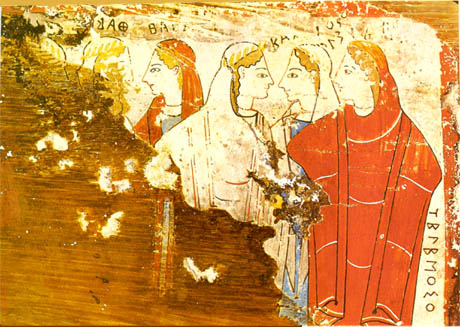
Фрагмент живопису таблички

Таблички з Піци — комплект з чотирьох дерев'яних плакеток, знайдених в Піці поблизу античного міста Сікіон (Греція) в 1935 році. Ці фрагменти якогось предмета вотивного характеру належать до  архаїчному періоду мистецтва  Стародавньої Греції і вважаються найдавнішим збереженим прикладом античного  станкового живопису . Датуються VI століттям до н. е. Експонат  Національного археологічного музею Афін.

## Опис
Таблички є  вотивними предметами і являють собою тонкі дерев'яні дощечки, вкриті  ґрунтовкою на основі гіпсу. Живопис виконаний  мінеральними пігментами, завдяки чому чудово збереглися яскраві кольори. Ймовірно, спочатку було створено контурний малюнок чорного кольору, який потім був розфарбований художником без застосування будь-яких градацій або відтінків. Всього було використано вісім пігментів:  сажа, карбонат кальцію, єгипетський блакитний, червона і жовта охра,  кіновар, аурипігмент і реальгар, які дали чорний, білий, синій, червоний, жовтий, зелений, фіолетовий і коричневий кольори тощо.
З усіх табличок живопис майже цілком присутній тільки на одній. На другій табличці в правому кутку збереглося зображення чотирьох жінок в профіль. Дві інші таблички є фрагментами із зображенням подолів одягу.
Малюнки перших двох табличок супроводжуються пояснювальними написами. На першій табличці представлено жертовну процесію: жінок, що беруть участь в ритуалі, супроводжують два підлітки, які грають на флейті і лірі, ще один хлопчик підводить до жертовника ягня, крайня праворуч жінка, тримає на голові піднос, мабуть, збирається лити масло на вівтар.
Напис вказує на посвяту німфам (EYEKEN TIS NYMFAIS) і наводить імена дарительниць (Ehdydikas, Echolis, Ethelonia), збереглася також вказівка на якогось коринф'янина.
Таблички було створено в період  архаїчної Греції, стилістично вони відносяться приблизно до 540-х — 530-х років до н. е. Згідно з  Плінієм Старшим, стародавні греки вважали, що станковий живопис було винайдено саме в Сікіоні, тобто в безпосередній близькості від місця знахідки. Таблички було знайдено серед безлічі інших дрібних предметів і фрагментів у печері, яка колись служила релігійним святилищем, і пов'язані з широко поширеним по всій Греції сільським культом  німф. Ймовірно, свого часу вони були досить дешевим предметом невисокої якості, що призначалися для підношень людьми з досить бідних верств населення. Багаті підношення, виконані з більш дорогих і дорогоцінних матеріалів, практично не дійшли до нашого часу.
Всі інші збережені знахідки, умовно відносяться до античного  станкового живопису (Фаюмські портрети,  Берлінське тондо ), були створені століттями пізніше, в  римський період.

#### Ресурси Інтернету
- Вікісховище має мультимедійні дані за темою: Таблички з Піци
- Harikleia Brecoulaki. «Precious colours» in Ancient Greek polychromy and painting: material aspects and symbolic values // Revue archéologique. — 2014/1 (n° 57)
- Самая древняя картина в мире // «Живой журнал»